# Humle (slægt)
Slægten humle (Humulus) er udbredt i Europa og Asien med nogle få arter, som alle er staudeagtige lianer. Frugterne – og især de hunlige  ("humlekopperne") – rummer det bittert smagende stof, lupulin. Her nævnes de to arter som dyrkes i Danmark.
| Arter |

- Humle (Humulus lupulus)
- Japansk humle (Humulus japonicus) – ses kun sjældent i Danmark

- Humle

## Eksterne links
- Humle, specielt i relation til ølbrygning – fra glocalbeer.dk